# Varsity Line
| Bahnhof Bletchley (1962) |                      |                                           |                                           |
| |                      |                                           |                                           |
| Spurweite: | 1435 mm (Normalspur) |                                           |                                           |
| |                      |                                           |                                           |
| \| \| \| ↑ Fen Line / Ipswich-Ely \| \| \| \| \| Cambridge \| \| \| \| \| → West Anglia Main Linie / Cambridge Line \| \| \| \| \| Lord’s Bridge \| \| \| \| \| Old North Road \| \| \| \| \| Gamlingay \| \| \| \| \| Potton \| \| \| \| \| ↔ East Coast Main Line \| \| \| \| \| Sandy \| \| \| \| \| \| \| \| \| \| Girtford Halt \| \| \| \| \| River Ivel \| \| \| \| \| Blunham \| \| \| \| \| Willington \| \| \| \| \| \| \| \| \| \| Bedford St John’s (ehem. Standort) \| \| \| \| \| \| \| \| \| \| Bedford St John’s \| \| \| \| \| Bedford \| \| \| \| \| → Bedford–Hitchin \| \| \| \| \| Kempston and Elstow Halt \| \| \| \| \| ↔ Midland Main Line \| \| \| \| \| Kempston Hardwick \| \| \| \| \| Wootton Broadmead Halt \| \| \| \| \| Stewartby \| \| \| \| \| Millbrook \| \| \| \| \| Lidlington \| \| \| \| \| Ridgmont \| \| \| \| \| Husborne Crawley \| \| \| \| \| Aspley Guise \| \| \| \| \| Woburn Sands \| \| \| \| \| Bow Brickhill \| \| \| \| \| Grand Junction Canal \| \| \| \| \| Fenny Stratford \| \| \| \| \| ↔ West Coast Main Line \| \| \| \| \| Bletchley \| \| \| \| \| \| \| \| \| \| Deponie Newton Longville \| \| \| \| \| Swanbourne \| \| \| \| \| Winslow \| \| \| \| \| → Metropolitan Line \| \| \| \| \| Verney Junction \| \| \| \| \| ← Zweigstrecke nach Banbury \| \| \| \| \| Claydon \| \| \| \| \| \| \| \| \| \| ↔ Great Central Main Line \| \| \| \| \| Marsh Gibbon and Poundon \| \| \| \| \| Launton \| \| \| \| \| ↔ Chiltern Main Line \| \| \| \| \| Bicester Village \| \| \| \| \| → Bicester Military Railway \| \| \| \| \| Wendlebury Halt \| \| \| \| \| M40 motorway \| \| \| \| \| Charlton Halt \| \| \| \| \| Oddington Halt \| \| \| \| \| Islip \| \| \| \| \| Oxford Parkway \| \| \| \| \| Oxford Road Halt \| \| \| \| \| ← Buckinghamshire Junction Railway \| \| \| \| \| Wolvercote Tunnel \| \| \| \| \| Wolvercote Halt \| \| \| \| \| Oxford-Kanal \| \| \| \| \| \| \| \| \| \| ← Cherwell Valley Line / Cotswold Line \| \| \| \| \| Port Meadow Halt \| \| \| \| \| Sheepwash Channel \| \| \| \| \| Oxford Rewley Road \| \| \| \| \| Oxford \| \| \| \| \| ↓ Cherwell Valley Line \| \| |                      |                                           |                                           |
| Strecke |                      | ↑ Fen Line / Ipswich-Ely                  | ↑ Fen Line / Ipswich-Ely                  |
| Bahnhof |                      | Cambridge                                 | Cambridge                                 |
| Abzweig ehemals geradeaus und nach links |                      | → West Anglia Main Linie / Cambridge Line | → West Anglia Main Linie / Cambridge Line |
| Haltepunkt / Haltestelle (Strecke außer Betrieb) |                      | Lord’s Bridge                             | Lord’s Bridge                             |
| Haltepunkt / Haltestelle (Strecke außer Betrieb) |                      | Old North Road                            | Old North Road                            |
| Haltepunkt / Haltestelle (Strecke außer Betrieb) |                      | Gamlingay                                 | Gamlingay                                 |
| Haltepunkt / Haltestelle (Strecke außer Betrieb) |                      | Potton                                    | Potton                                    |
| Abzweig ehemals geradeaus und von links |                      | ↔ East Coast Main Line                    | ↔ East Coast Main Line                    |
| Bahnhof |                      | Sandy                                     | Sandy                                     |
| Abzweig ehemals geradeaus und nach rechts |                      |                                           |                                           |
| Haltepunkt / Haltestelle (Strecke außer Betrieb) |                      | Girtford Halt                             | Girtford Halt                             |
| Brücke über Wasserlauf (Strecke außer Betrieb) |                      | River Ivel                                | River Ivel                                |
| Haltepunkt / Haltestelle (Strecke außer Betrieb) |                      | Blunham                                   | Blunham                                   |
| Haltepunkt / Haltestelle (Strecke außer Betrieb) |                      | Willington                                | Willington                                |
| |                      |                                           |                                           |
| Bahnhof (Strecke außer Betrieb) |                      | Bedford St John’s (ehem. Standort)        | Bedford St John’s (ehem. Standort)        |
| Strecke von links · Abzweig ehemals geradeaus, ehemals nach rechts und von rechts |                      |                                           |                                           |
| Haltepunkt / Haltestelle · Strecke |                      | Bedford St John’s                         | Bedford St John’s                         |
| Bahnhof quer · Abzweig ehemals quer, nach rechts und von rechts · Kreuzung (Querstrecke außer Betrieb) |                      | Bedford                                   | Bedford                                   |
| Strecke · Strecke |                      | → Bedford–Hitchin                         | → Bedford–Hitchin                         |
| Strecke · ehemaliger Haltepunkt / Haltestelle |                      | Kempston and Elstow Halt                  | Kempston and Elstow Halt                  |
| Strecke nach links · Kreuzung geradeaus unten |                      | ↔ Midland Main Line                       | ↔ Midland Main Line                       |
| Haltepunkt / Haltestelle |                      | Kempston Hardwick                         | Kempston Hardwick                         |
| ehemaliger Haltepunkt / Haltestelle |                      | Wootton Broadmead Halt                    | Wootton Broadmead Halt                    |
| Haltepunkt / Haltestelle |                      | Stewartby                                 | Stewartby                                 |
| Haltepunkt / Haltestelle |                      | Millbrook                                 | Millbrook                                 |
| Haltepunkt / Haltestelle |                      | Lidlington                                | Lidlington                                |
| Haltepunkt / Haltestelle |                      | Ridgmont                                  | Ridgmont                                  |
| ehemaliger Haltepunkt / Haltestelle |                      | Husborne Crawley                          | Husborne Crawley                          |
| Haltepunkt / Haltestelle |                      | Aspley Guise                              | Aspley Guise                              |
| Haltepunkt / Haltestelle |                      | Woburn Sands                              | Woburn Sands                              |
| Haltepunkt / Haltestelle |                      | Bow Brickhill                             | Bow Brickhill                             |
| Brücke über Wasserlauf |                      | Grand Junction Canal                      | Grand Junction Canal                      |
| Haltepunkt / Haltestelle |                      | Fenny Stratford                           | Fenny Stratford                           |
| Strecke von links · Strecke quer · Abzweig geradeaus und nach rechts |                      | ↔ West Coast Main Line                    | ↔ West Coast Main Line                    |
| Abzweig quer und nach links · Bahnhof quer · Kreuzung geradeaus oben |                      | Bletchley                                 | Bletchley                                 |
| |                      |                                           |                                           |
| Betriebsstelle Strecke ab hier außer Betrieb |                      | Deponie Newton Longville                  | Deponie Newton Longville                  |
| Haltepunkt / Haltestelle (Strecke außer Betrieb) |                      | Swanbourne                                | Swanbourne                                |
| Haltepunkt / Haltestelle (Strecke außer Betrieb) |                      | Winslow                                   | Winslow                                   |
| Abzweig geradeaus und von links (Strecke außer Betrieb) |                      | → Metropolitan Line                       | → Metropolitan Line                       |
| Bahnhof (Strecke außer Betrieb) |                      | Verney Junction                           | Verney Junction                           |
| Abzweig geradeaus und nach rechts (Strecke außer Betrieb) |                      | ← Zweigstrecke nach Banbury               | ← Zweigstrecke nach Banbury               |
| Haltepunkt / Haltestelle (Strecke außer Betrieb) |                      | Claydon                                   | Claydon                                   |
| |                      |                                           |                                           |
| Kreuzung geradeaus unten und links (Querstrecke außer Betrieb) |                      | ↔ Great Central Main Line                 | ↔ Great Central Main Line                 |
| ehemaliger Haltepunkt / Haltestelle |                      | Marsh Gibbon and Poundon                  | Marsh Gibbon and Poundon                  |
| ehemaliger Haltepunkt / Haltestelle |                      | Launton                                   | Launton                                   |
| Kreuzung geradeaus unten |                      | ↔ Chiltern Main Line                      | ↔ Chiltern Main Line                      |
| Bahnhof |                      | Bicester Village                          | Bicester Village                          |
| Abzweig geradeaus und nach links |                      | → Bicester Military Railway               | → Bicester Military Railway               |
| ehemaliger Haltepunkt / Haltestelle |                      | Wendlebury Halt                           | Wendlebury Halt                           |
| |                      | M40 motorway                              |                                           |
| ehemaliger Haltepunkt / Haltestelle |                      | Charlton Halt                             | Charlton Halt                             |
| ehemaliger Haltepunkt / Haltestelle |                      | Oddington Halt                            | Oddington Halt                            |
| Haltepunkt / Haltestelle |                      | Islip                                     | Islip                                     |
| Haltepunkt / Haltestelle |                      | Oxford Parkway                            | Oxford Parkway                            |
| ehemaliger Haltepunkt / Haltestelle |                      | Oxford Road Halt                          | Oxford Road Halt                          |
| Abzweig geradeaus, ehemals nach rechts und ehemals von rechts |                      | ← Buckinghamshire Junction Railway        | ← Buckinghamshire Junction Railway        |
| Tunnel |                      | Wolvercote Tunnel                         | Wolvercote Tunnel                         |
| ehemaliger Haltepunkt / Haltestelle |                      | Wolvercote Halt                           | Wolvercote Halt                           |
| Brücke über Wasserlauf |                      | Oxford-Kanal                              | Oxford-Kanal                              |
| |                      |                                           |                                           |
| Abzweig geradeaus und von rechts · Strecke (außer Betrieb) |                      | ← Cherwell Valley Line / Cotswold Line    | ← Cherwell Valley Line / Cotswold Line    |
| Strecke · Haltepunkt / Haltestelle (Strecke außer Betrieb) |                      | Port Meadow Halt                          | Port Meadow Halt                          |
| Brücke über Wasserlauf · Brücke über Wasserlauf (Strecke außer Betrieb) |                      | Sheepwash Channel                         | Sheepwash Channel                         |
| Strecke · Kopfbahnhof Streckenende (Strecke außer Betrieb) |                      | Oxford Rewley Road                        | Oxford Rewley Road                        |
| Bahnhof |                      | Oxford                                    | Oxford                                    |
| Strecke |                      | ↓ Cherwell Valley Line                    | ↓ Cherwell Valley Line                    |

Varsity Line ist der informelle Name einer zum Teil erhalten gebliebenen Bahnstrecke im Südosten von England, die einst die Universitätsstädte Oxford und Cambridge miteinander verband (Varsity ist ein veraltetes Wort für Universität). Sie wurde nacheinander von den Bahngesellschaften London and North Western Railway, London, Midland and Scottish Railway und British Rail betrieben. Die Eröffnung erfolgte etappenweise von 1846 bis 1851. Im Jahr 1967 wurde der Betrieb auf den Abschnitten Oxford–Bletchley und Bedford–Cambridge eingestellt. Nur auf dem Abschnitt Bletchley–Bedford (der so genannten Marston Vale Line) blieb der Personenverkehr bestehen.
Im frühen 21. Jahrhundert gab es vermehrt Vorschläge zur Wiedereröffnung der Linien, am konkretesten durch das Konsortium East West Rail. 2015 wurde das Teilstück zwischen Oxford und Bicester wieder in Betrieb genommen. 2025 soll auch das Teilstück von Bicester nach Bletchley reaktiviert werden.

## Geschichte
Die Varsity Line setzt sich aus Strecken zusammen, die von zwei verschiedenen Bahngesellschaften errichtet worden waren. Die Buckinghamshire Railway eröffnete 1846 den Abschnitt zwischen Bletchley und Bedford; 1850 folgte der Abschnitt zwischen Bletchley und Verney Junction (als Teil der Strecke nach Banbury), 1851 der Abschnitt zwischen Verney Junction und Oxford. Im Jahr 1862 eröffnete die Bedford and Cambridge Railway (B&CR) den Abschnitt von Bedford über Sandy nach Cambridge.
Ebenfalls 1846 war aus der Fusion mehrerer Gesellschaften die London and North Western Railway (LNWR) entstanden. Diese sicherte sich umgehend den Netzzugang zur Strecke der Buckinghamshire Railway. Am 1. Juli 1851 übernahm die LNWR mit einem 999 Jahre gültigen Pachtvertrag die Betriebsführung, bis sie das Unternehmen am 21. Juli 1879 ganz absorbierte. 1865 ging auch die B&CR in der LNWR auf. Von 1891 bis 1936 bestand in Verney Junction Anschluss an die Metropolitan Railway, eine Vorgängergesellschaft der London Underground.
Obwohl die LNWR mittlerweile die gesamte Linie besaß und betrieb, entschied sie sich für eine Aufteilung in zwei Sektionen. Von Bletchley aus verkehrten Züge ostwärts nach Cambridge und westwärts nach Oxford. Erst als die LNWR im Jahr 1922 in der London, Midland and Scottish Railway (LMSR) aufging, wurden durchgehende Züge von Oxford nach Cambridge angeboten. Während des Zweiten Weltkriegs verkehrten auf der Varsity Line zahlreiche Züge von und zur Bicester Military Railway, eine Anschlussbahn zu mehreren Militärdepots bei Bicester.
1948 ging die LNWR in der staatlichen Bahngesellschaft British Railways (BR) auf. Ein erster Versuch, die Linie stillzulegen, scheiterte 1959 an lokaler Opposition. 1963 war die Varsity Line in dem von Richard Beeching verfassten Bericht zur Rationalisierung des britischen Eisenbahnwesens nicht in der Liste jener Linien aufgeführt, die stillgelegt werden sollten. Nach politischem Druck von Verkehrsminister Ernest Maples und der Straßenverkehrslobby stellte BR am 1. Januar 1968 den Personenverkehr auf den Abschnitten Oxford–Bletchley und Bedford–Cambridge dennoch ein. Nur auf dem Abschnitt Bletchley–Bedford verkehrten weiterhin Personenzüge; dieser erhielt die Bezeichnung Marston Vale Line. In den 1980er und frühen 1990er Jahren benutzten vereinzelte Sonderzüge zwischen London und Milton Keynes den Abschnitt Claydon–Bletchley.
Seit März 2006 befahren Güterzüge den kurzen Abschnitt zwischen Bletchley und einer Mülldeponie bei Newton Longville. Mit Unterstützung der Grafschaftsverwaltung von Oxfordshire setzte Network SouthEast die Strecke Oxford–Bicester wieder instand und nahm am 11. Mai 1987 den Personenverkehr auf; zwei Jahre später folgte die Wiedereröffnung der Zwischenstation Islip. Am 15. Februar 2014 wurde die Strecke vorübergehend stillgelegt, um die im nächsten Kapitel beschriebenen Arbeiten durchzuführen.

## Heutiger Stand (Ende 2015)

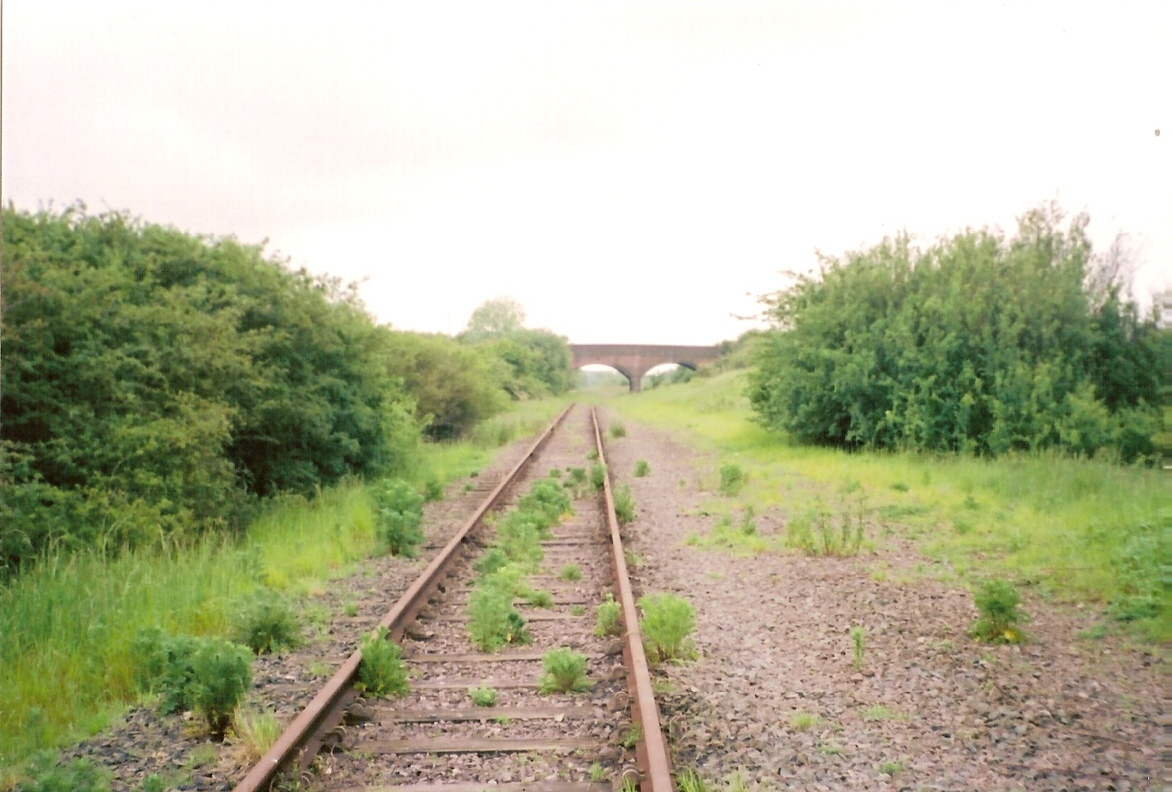
Überwucherte Trasse in der Nähe von Swanbourne (2006)

Nach anderthalb Jahre dauernden Arbeiten nahm die Bahngesellschaft Chiltern Railways am 26. Oktober 2015 den Personenverkehr zwischen Bicester und dem neu errichteten Bahnhof Oxford Parkway wieder auf. Die erneuerte Strecke ist doppelspurig und erlaubt eine Höchstgeschwindigkeit von 160 km/h. Ab 12. Dezember 2016 sollen die Züge wieder bis zum Hauptbahnhof von Oxford verkehren.
Zwischen Newton Longville und Bicester ist die Trasse erhalten geblieben, befindet sich aber in einem heruntergekommenen Zustand. Im Februar 2014 begann Network Rail, die Gleise von wucherndem Gebüsch zu befreien. Die als Marston Vale Line bezeichnete Strecke zwischen Bedford und Bletchley wird von Zügen der Bahngesellschaft London Midland befahren.
Auf dem Abschnitt zwischen Bedford und Cambridge wurden sämtliche Gleise entfernt, außerdem ist ein Teil der Trasse nicht mehr vorhanden. Beispielsweise sind bei Sandy und Potton neue Wohngebiete anstelle der Trasse entstanden. Ein 1,2 Kilometer langer Abschnitt zwischen Lord’s Bridge und Cambridge war von 2004 bis 2006 Standort des Ryle Telescope, eines mobilen Radioteleskops; vier seiner Parabolantennen konnten auf den Gleisen der Varsity Line, die hier fast exakt in Ost-West-Richtung verläuft, hin- und herbewegt werden. Zwischen dem Hauptbahnhof von Cambridge und Trumpington Park am südlichen Stadtrand wird die Trasse seit 2011 vom Spurbus Cambridgeshire (Cambridgeshire Guided Busway) genutzt.
Die Stagecoach Group betreibt mit der Linie X5 einen Fernbusverkehr von Oxford über Bicester, Buckingham, Milton Keynes, Bedford und St Neots nach Cambridge; die Busse verkehren alle 30 bis 60 Minuten und benötigen für die gesamte Strecke zweieinhalb Stunden.

## Wiederaufbau
1995 gründeten verschiedene Gebietskörperschaften auf Anregung der Stadtverwaltung von Ipswich das Konsortium East West Rail, das den Wiederaufbau der gesamten Varsity Line anstrebt. Schnell- und Regionalzüge sollen dereinst von Reading über Oxford und Cambridge bis nach Ipswich verkehren und somit das Schienennetz in London entlasten. Zu Planungszwecken ist die Strecke in drei Sektionen gegliedert. Die östliche Sektion besteht bereits und wurde im Dezember 2004 mit der Einführung einer umsteigefreien stündlichen Verbindung von Cambridge nach Ipswich aufgewertet. Kurz vor der Umsetzung steht der Wiederaufbau bzw. Ausbau der westlichen Sektion zwischen Oxford und Bedford, während die zentrale Sektion zwischen Bedford und Cambridge erst am Anfang der Planungsphase steht.
Im April 2006 ließ die britische Regierung erstmals verlauten, dass sie einen Wiederaufbau zwischen Oxford und Bletchley grundsätzlich unterstützt. Schatzkanzler George Osborne gab im November 2011 bekannt, dass die Regierung 270 Millionen Pfund in den Wiederaufbau bzw. die Erneuerung der Strecke Oxford–Bedford investieren werde. Das Konsortium sicherten im November 2013 weitere 45 Millionen Pfund zu.
Bereits am 10. Januar 2013 hatte die Infrastrukturgesellschaft Network Rail ihre Absicht bekanntgegeben, die notwendigen Bauarbeiten im Rahmen ihres fünfjährigen strategischen Businessplans (2014–2019) auszuführen. Als Termin für die Inbetriebnahme nannte sie Dezember 2017. Ende März 2014 musste Network Rail den angestrebten Termin um anderthalb Jahre auf März 2019 verschieben. Als Grund nannte das Unternehmen den Wunsch der Regierung, die gesamte Strecke Oxford–Bedford zu elektrifizieren (im ursprünglichen Projekt war dies nur zwischen Oxford und Bletchley vorgesehen). Mit Stand Februar 2023 ist die Wiederinbetriebnahme des Streckenabschnitts Bletchley–Bicester für 2025 geplant.
Nach der Wiederinbetriebnahme der westlichen Sektion sind folgende Zugläufe geplant:
- Bedford – Bletchley – Winslow – Bicester – Oxford – Didcot – Reading
- Milton Keynes – Bletchley – Winslow – Bicester – Oxford – Didcot – Reading
- Milton Keynes – Bletchley – Winslow – Aylesbury – High Wycombe – London Marylebone

Noch immer im Planungsstadium befindet sich die östliche Sektion Bedford–Cambridge. Nach Prüfung von 20 möglichen Varianten entschied sich Network Rail Ende März 2016, die Planung im Korridor Bedford–Sandy–Cambridge weiterzuverfolgen. Im Gespräch gewesen war auch eine weiter südlich verlaufende Streckenführung über Hitchin, was es erlaubt hätte, zum Teil eine bereits bestehende Strecke zu nutzen. Es war geplant, dass der Abschnitt Bedford–Cambridge Mitte der 2020er Jahre den Betrieb aufnehmen soll, allerdings hatten die Bauarbeiten bis März 2023 nicht begonnen.